# Konklave 1304–1305
Das Konklave von 1304 bis 1305, welches vom 10. Juli 1304 bis zum 5. Juni 1305 in Perugia tagte, wählte Bertrand de Got, den Erzbischof von Bordeaux, zum Papst, der sich den Namen Clemens V. gab.

## Ablauf
Der unerwartete Tod von Papst Benedikt XI. und die noch immer schwelenden politischen Konflikte, welche von den Amtshandlungen dessen Vorgängers Bonifatius VIII. ausgelöst worden waren, gestalteten die Durchführung des Konklaves als schwierig. Es fand zum fünften und letzten Mal in Perugia statt.
Im Kollegium der Kardinäle bildeten sich zwei konkurrierende Lager, ein italienisches und ein französisches. Dabei wurde die französische Gruppe von Napoleone Orsini, einem italienischen Kardinal und Anhänger des französischen Königs angeführt. Dies führte zu heftigem Streit im Kollegium, weshalb das Konklave zeitweise sogar aufgelöst wurde. Im Februar des Jahres 1305 erschien Karl von Neapel in Perugia und versuchte vergeblich die Kardinäle zu einer Entscheidung zu drängen. Dennoch konnte kein Mitglied des Konklaves die nötige Zweidrittelmehrheit erlangen, weshalb begonnen wurde außerhalb des Kollegiums nach geeigneten Kandidaten zu suchen. Nach 320 Tagen, am 5. Juni 1305, kam die Wahlversammlung zu einem Ergebnis. Der Erzbischof von Bordeaux Bertrand de Got erhielt die nötigen zehn von 15 Stimmen. Es war gelungen drei Kardinäle des italienischen Lagers zu überzeugen auf die französische Seite zu wechseln. Bertrand de Got galt dabei als Gegner des französischen Königs.
Da der Gewählte sich nicht in Perugia befand, sandten die Kardinäle ein Huldigungsschreiben nach Bordeaux. Darin baten sie ihn alsbald zur Krönung nach Rom zu reisen. Dieser Bitte kam Bertrand de Got nicht nach. Er lud wiederum das gesamte Heilige Kollegium nach Lyon ein, wo am 14. November 1305, nach einer Sedisvakanz von 495 Tagen, im Beisein des französischen Königs die Inthronisation stattfand. Der Dekan des Kollegiums Napoleone Kardinal Orsini krönte dabei de Got zum neuen Papst. Während der Zeremonie wurde der neue Pontifex durch eine einstürzende Mauer getroffen und leicht verletzt. Ebenfalls wurde ihm bei dem Vorfall die Tiara vom Kopf geschlagen. Zeitgenossen deuteten dies als schlechtes Omen für das Papsttum.
Mit dem Pontifikat Clemens V., wie sich der Papst fortan nannte, begann die Zeit des Avignonesischen Papsttums.

### Wichtige Ämter
Folgende Kardinäle übernahmen während des Konklaves zentrale Ämter:
- Kardinaldekan: Niccolò Alberti di Prato
- Kardinalsubdekan: Giovanni Mincio

### Teilnehmer
Benedikt XI. kreierte in seiner kurzen Amtszeit lediglich drei Kardinäle.
Das Heilige Kollegium umfasste bei seinem Tod insgesamt 19 Mitglieder. 15 von diesen nahmen am Konklave 1304–1305 teil.
Folgende Kardinäle nahmen am Konklave teil:
- Niccolò Alberti di Prato Kardinalbischof von Ostia und Velletri
- Giovanni Mincio da Morrovalle – Kardinalbischof von Porto und Santa Rufina
- Giovanni Boccamazza – Kardinalbischof von Frascati
- Teoderico Ranieri – Kardinalbischof von Palestrina
- Leonardo Patrasso – Kardinalbischof von Albano
- Pedro Rodríguez – Kardinalbischof von Sabina
- Luca Fieschi – Kardinaldiakon von S. Maria in Via Lata
- Napoleone Orsini – Kardinaldiakon von S. Adriano
- Landolfo Brancaccio – Kardinaldiakon von S. Angelo
- Guglielmo Longhi – Kardinaldiakon von S. Nicola in Carcere Tulliano
- Francesco Napoleone Orsini – Kardinaldiakon von S. Lucia in Selci
- Francesco Caetani – Kardinaldiakon von S. Maria in Cosmedin
- Walter Winterburn Kardinalpriester  von S. Sabina
- Robert de Pontigny
- Gentile Portino da Montefiore

Nicht teilnehmende Kardinäle:
- Matteo Rubeo Orsini – Kardinaldiakon von S. Maria in Portico
- Giacomo Gaetano Stefaneschi – Kardinaldiakon von S. Giorgio in Velabro
- Riccardo Petroni – Kardinaldiakon von S. Eustachio
- Jean Le Moine – Kardinalpriester von San Marcellino und Pietro